# Quinnesec
Quinnesec é uma Região censo-designada localizada no estado americano de Michigan, no Condado de Dickinson.

## Demografia
Segundo o censo americano de 2000, a sua população era de 1187 habitantes.

## Geografia
De acordo com o United States Census Bureau tem uma área de
3,1 km², dos quais 2,9 km² cobertos por terra e 0,2 km² cobertos por água.

## Localidades na vizinhança
O diagrama seguinte representa as localidades num raio de 36 km ao redor de Quinnesec.